# Lovassy Sándor
Lovassy Sándor Márton Miklós (Abony, 1855. október 28. – Keszthely, 1946. július 8.) ornitológus, biológus.

## Élete
Római katolikus család sarja. Apja, Lovassy Sándor, iskolai tanár, anyja, Petrovits Amália volt. A keszthelyi Gazdasági Akadémia igazgatója (1916–1921), a keszthelyi Balatoni Múzeum egyik alapítója, több éven keresztül a Balatoni Múzeumért Egyesület elnöke. Hévízen a tündérrózsa (Nymphaea rubra var. longiflora)
megtelepítője. 12 éven át a Keszthelyi Hírlap felelős szerkesztője.

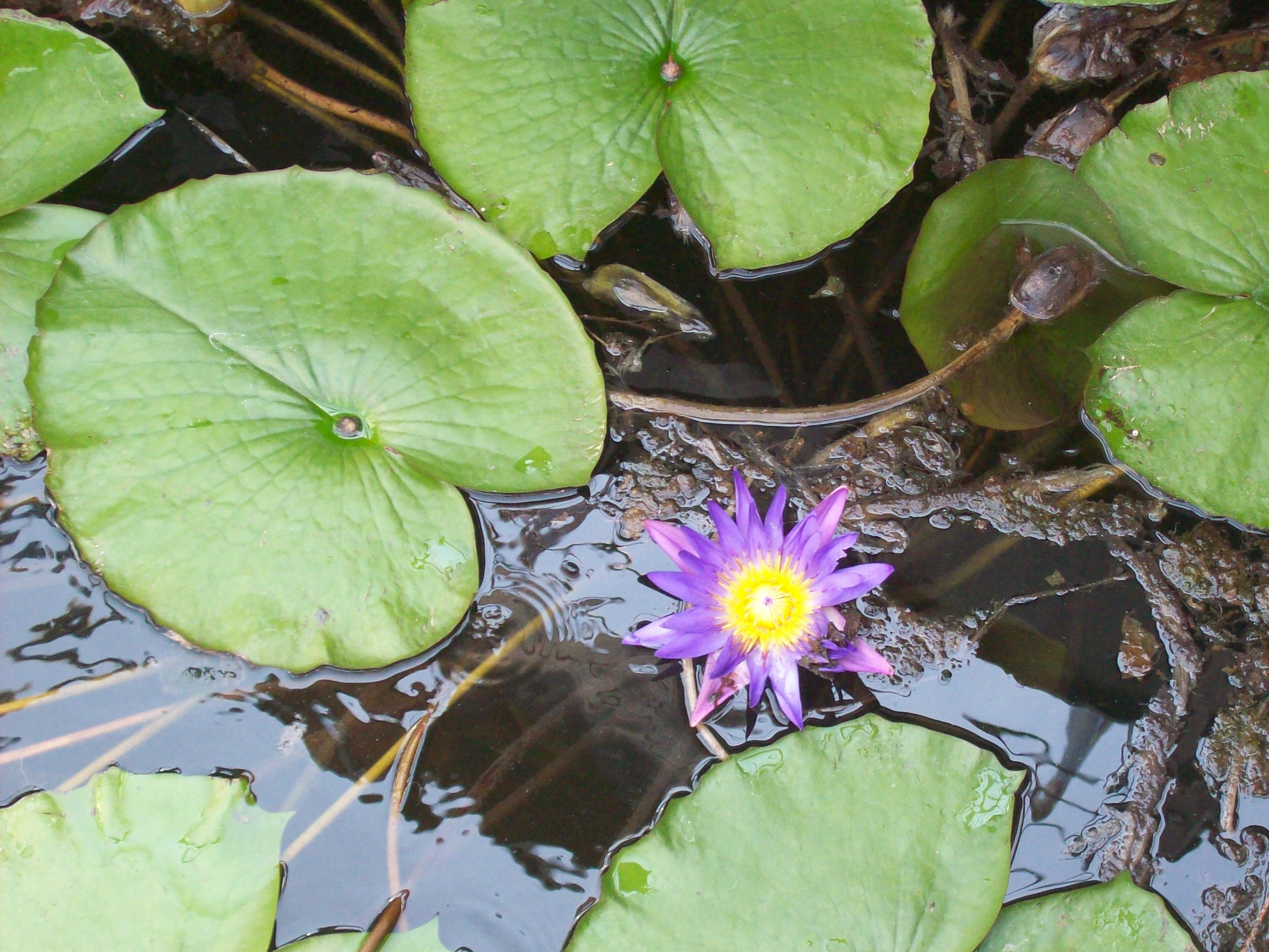
Nymphaea rubra var. longiflora

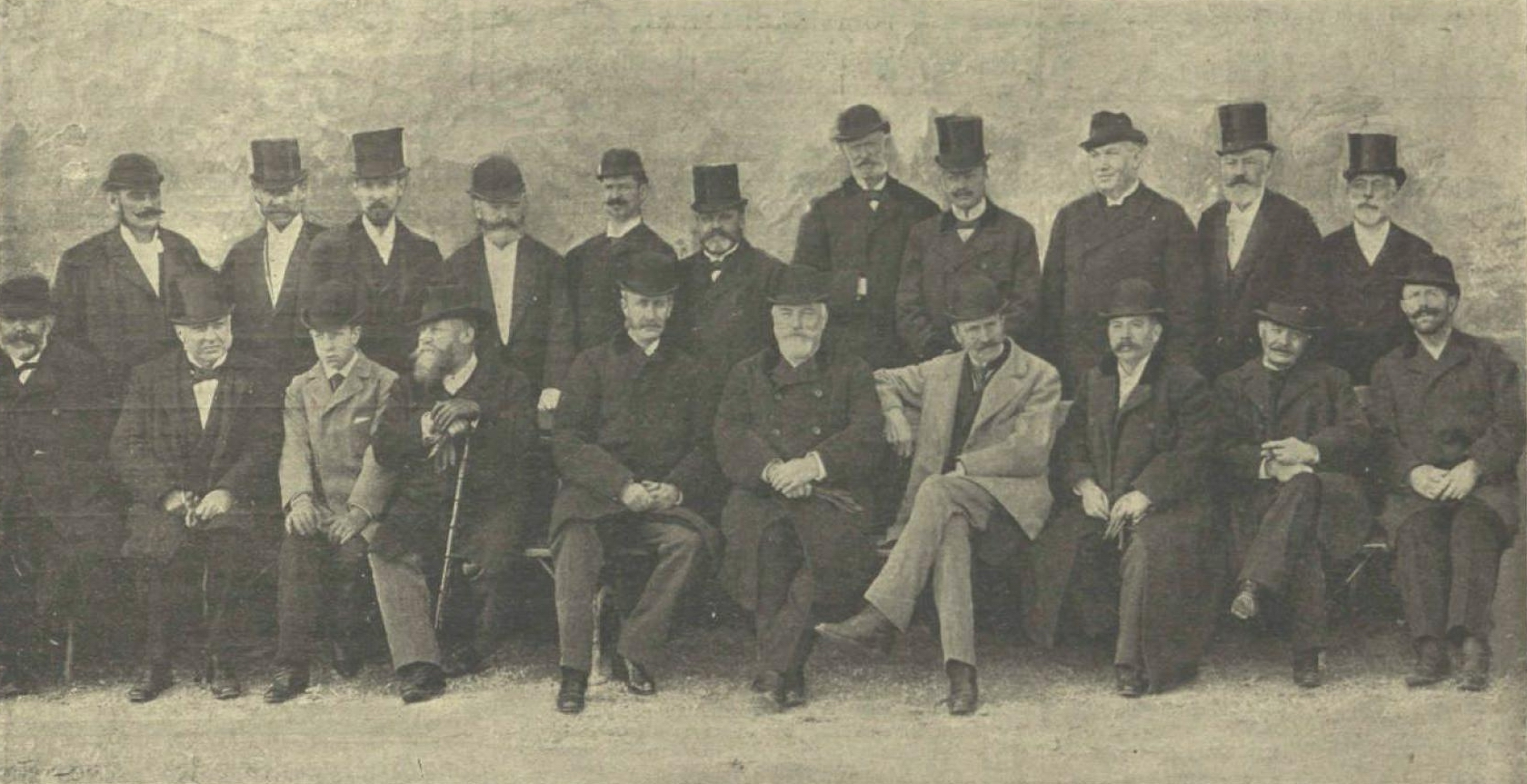
A hátsó sorban balról is, jobbról is a hatodik személy Lovassy Sándor

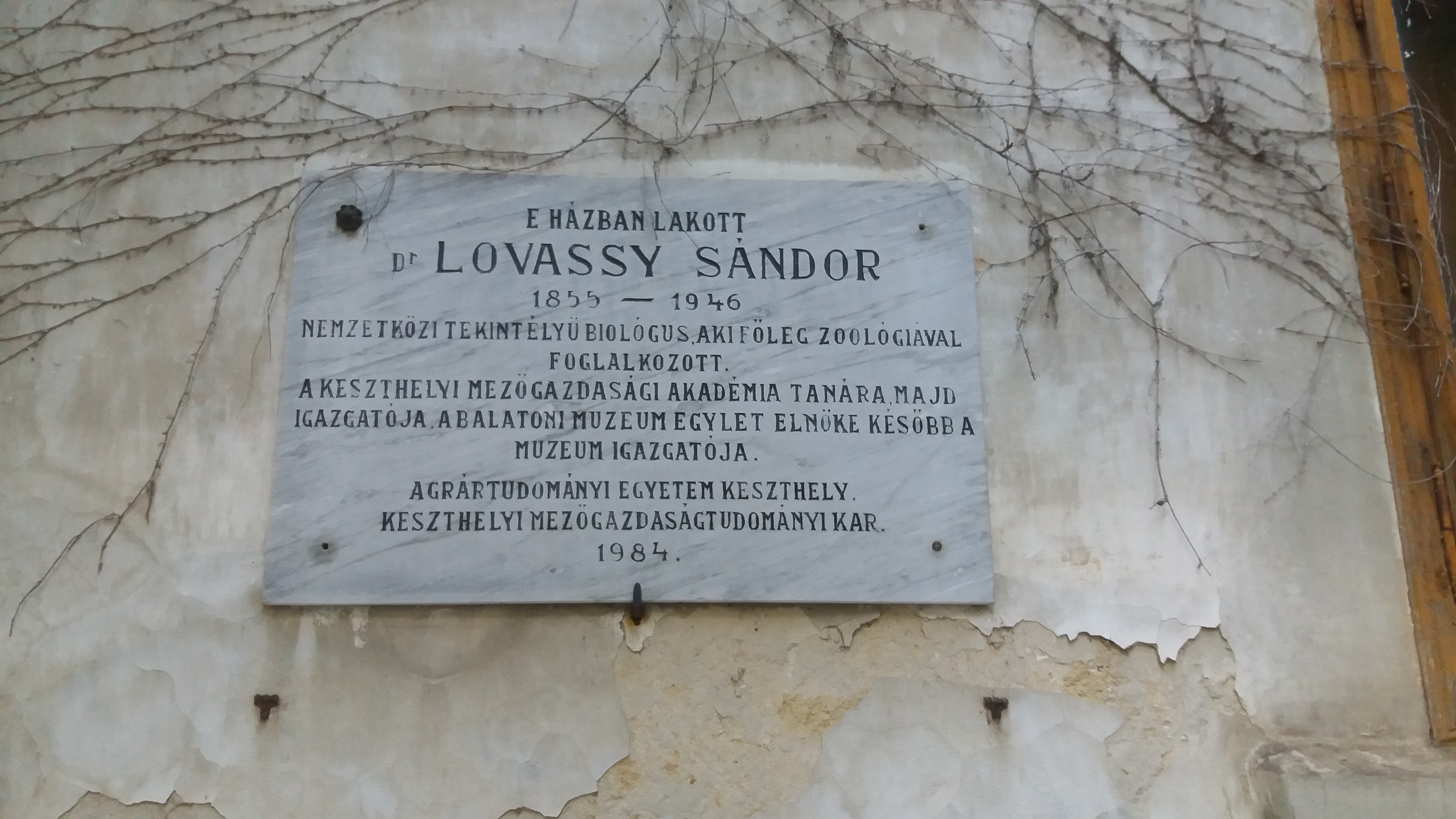
Dr. Lovassy Sándor emléktáblája lakóháza falán Keszthelyen

1927-ben jelent meg a Magyarország gerinces állatai és gazdasági vonatkozásaik című műve, melyet „zoológusok, mezőgazdák, erdészek, kertészek, állattenyésztők, halászok, vadászok és állatkedvelők használatára” ajánlott.
A mű a korabeli Magyarország nagy jelentőségű természetrajzi munkája volt. Erre való hivatkozások még Fekete István Tüskevár című regényében is megjelennek. (A főhős Tutajos rendszeresen ebből a könyvből tájékozódik a berek állatairól.)
Keszthelyen hunyt el, tisztelői a Szent Miklós temetőbe kísérték utolsó útjára. Sírját 2021-ben a Nemzeti Örökség Intézete felújíttatta (I. parcella, kriptasor, 7. sírhely).

## Főbb írásai
- Adatok Gömör megye madárfaunájához. Budapest, 1882
- A Murányvölgy Murány-Nagyrőczei szakaszának földrajza. Geografiai tanulmány; Kilián, Bp., 1884
- A keszthelyi magyar királyi gazdasági tanintézet rovargyűjteménye. I–II. Kh. 1891–1892
- Saskeselyű. 1892
- A Balaton madárvilágának rendes jelenségei. Budapest, 1897
- A keszthelyi Hévíz tropikus tündérrózsái; Hornyánszky ny., Bp., 1908 (A Balaton tudományos tanulmányozásának eredményei 2. köt., 2. rész, 2. szakasz, függelék)
- Magyarország gerinces állatai és gazdasági vonatkozásaik. Zoológusok, mezőgazdák, erdészek, használatára; Természettudományi Társulat, Bp., 1927 (Természettudományi Könyvkiadó Vállalat)
- Az ecsedi láp és madárvilága fennállása utolsó évtizedeiben. Akadémia, Budapest, 1931